# Real America's Voice
«Real America's Voice» : (La verdadera voz de Estados Unidos en idioma español) Es un canal de televisión por streaming,  Televisión por cable y Televisión por satélite de ideología política de derecha a extrema derecha fundado en 2020 y propiedad de Robert J. Sigg. La red y las presencias en línea han promovido teorías de conspiración de derecha y extrema derecha, incluida la desinformación sobre la pandemia de COVID-19, las conspiraciones electorales de las elecciones presidenciales de Estados Unidos de 2020 y QAnon. La cadena es un canal hermano de WeatherNation TV. No tiene ninguna relación con la antigua National Empowerment Television (Televisión Nacional de Empoderamiento) de finales de la década de 1990, que pasó a llamarse America's Voice en sus últimos años.

## Personalidades
Algunas de las principales personalidades de la cadena incluyen a Steve Bannon, Charlie Kirk, Ted Nugent, Gina Loudon,  John Solomon,  Ed Henry y Frank Gaffney.
Entre las personalidades anteriores de la red se encontraban el exgobernador de Misuri Eric Greitens y la candidata del Partido Republicano (Estados Unidos) a gobernadora de Míchigan en 2022, Tudor Dixon.

## Violación de datos por parte de SiegedSec
El 15 de abril de 2024, el grupo Pro-Trans Hacktivismo SiegedSec informó a través de Telegram (software) y Twitter que habían pirateado el anfitrión de Amazon Web Services de Real America's Voice. Procedieron a filtrar información personal de más de 1200 usuarios además de limpiar sus Amazon S3 Buckets.